# František Hartl
František Hartl (1833 – 12. dubna 1896 Sedlovice u Turnova) byl český politik, v 2. polovině 19. století poslanec Českého zemského sněmu.

## Biografie
Profesí byl mlynářem a rolníkem v Sedlovicích u Turnova. Politicky působil na Českodubsku. V letech 1865–1873 zastával funkci okresního starosty. Spoluorganizoval tábor lidu na Bezdězi. Byl předsedou České besedy v Českém Dubu a předsedou kuratoria místní Pokračovací školy hospodářské.
V 60. letech 19. století se zapojil i do zemské politiky a setrval v ní po téměř třicet let. V zemských volbách v Čechách v lednu 1867 byl zvolen na Český zemský sněm v kurii venkovských obcí (volební obvod Turnov – Český Dub). Mandát obhájil za týž obvod i v krátce poté konaných zemských volbách v březnu 1867.
V srpnu 1868 patřil mezi 81 signatářů státoprávní deklarace českých poslanců, v níž česká politická reprezentace odmítla centralistické směřování státu a hájila české státní právo. Čeští poslanci tehdy na protest praktikovali politiku pasivní rezistence, kdy bojkotovali práci zemského sněmu, byli za neomluvenou absenci zbavováni mandátů a pak opětovně manifestačně voleni. Hartl takto byl zbaven mandátu pro absenci v září 1868 a zvolen znovu v doplňovacích volbách v říjnu 1869. Za svůj obvod byl do zemského sněmu zvolen i v řádných volbách v roce 1870 a volbách roku 1872. Následovala opět série zbavení mandátu a opětovněho zvolení. Takto uspěl v doplňovacích volbách v říjnu 1873, doplňovacích volbách v červenci 1874, na jaře 1875 a v únoru 1876. Za kurii venkovských obcí v okrsku Turnov – Český Dub byl zvolen i v řádných volbách roku 1878, volbách roku 1883. a zemských volbách roku 1889.
Politicky patřil mezi stoupence Národní strany (staročeské). Když ale strana v roce 1890 čelila vnější kritice i vnitřním rozporům kvůli projektu takzvaných punktací, přešel do samostatné politické skupiny okolo Jakuba Škardy.